# Torgeist
Torgeist est un groupe éphémère de black metal français formé à Martignas en 1992. Le groupe appartient au cercle des Légions Noires (LLN), et rassemble en son sein trois de ses membres les plus actifs : Lord Beleth'Rim, Vordb (par ailleurs impliqué dans Belketre, Black Murder, Moëvöt, Brenoritvrezorkre...) et Lord Aäkon Këëtrëh (également membre de Belketre). 
Pour l'ouvrage Camion Noir : As Wolves Among Sheep, Torgeist est l'un des projets parallèles des LLN « consacrés au rang de mythe populaire pour leur incarnation de l'essence du black metal le plus hostile et antisocial, complètement réfractaire à toute logique de business. »

## Biographie
Torgeist est formé en 1992 à Martignas. Au cours de sa brève période d'activité, Torgeist produit trois cassettes démo, qui connaîtront en 2003 une réédition sur support vinyle, puis en 2008 au format CD. En 1996, le groupe contribue ses titres à l'album Black Legions Metal, dont la deuxième moitié est assurée par Vlad Tepes. Cet album demeure le dernier signe de vie de Torgeist, dont l'héritage musical sera en partie poursuivi par Lord Beleth'Rim avec son projet solo Vermeth.

## Membres
- Lord Beleth'Rim – voix, guitare
- Vordb Bathor Ecsed – guitare basse
- Lord Aäkon Këëtrëh – guitare
- A Dark Soul – batterie

## Discographie

### Démos
- 1994 : 1994 Rehearsal
- 1994 : Devoted to Satan
- 1995 : Time of Sabbath

### Splits
- 1996 : Black Legions Metal

### Rééditions
- Devoted to Satan (2003, LP, Drakkar Productions DKLP003)
- Time of Sabbat (2003, LP, Drakkar Productions DKLP004)
- Black Legions Metal (2004, LP, Drakkar Productions DKLP009)
- Devoted to Satan (2008, MCD, Drakkar Productions DKCD051)
- Time of Sabbat (2008, MCD, Drakkar Productions DKCD052)